# 상혼
상혼(중국어 정체자: 商魂, 병음: Shāng hún 상훈[*], 영어: Trade War)은 대만의 시대극. 민간 전민 텔레비전에서 2023년 2월 17일부터 방송한 드라마이다.

## 등장 인물
- 푸멍보
- 리궈이
- 사오위웨이
- 저우샤오한
- 이치하라 하야토
- 타나카 치에
- 시샹
- 주더강
- 린자이페이
- 쉬쥔하오